# 泉美人 (劉禧母)
泉氏（？—？），南朝宋明帝的美人。
泰始七年（471年）生皇十二子劉禧，字仲安。一说宋明帝无性功能，劉禧为私生子或抱养宗室之子。宋明帝另有一妃子泉氏封为美人，生（一说養）邵陵王劉友，但两位泉美人似无亲属关系。